# 黑翅鹟鵙
黑翅鹟鵙（学名：Hemipus hirundinaceus）是鹟鵙属的一种，在传统上被归入山椒鸟科里。该物种可在马来半岛及大巽他群岛发现，分布于文莱、印度尼西亚、马来西亚、缅甸和泰国。其自然栖息地为亚热带或热带的湿润低地森林以及亚热带或热带的红树林。